# Гусейнов, Ариф Шахбаз оглы
Ариф Гусейнов (азерб. Arif Hüseynov: род. 30 октября 1943, Кала) — советский, азербайджанский художник. Известный азербайджанский график-станковист, плакатист и иллюстратор книг для детей и взрослых. Народный художник Азербайджана (2006).

## Биография
Ариф Гусейнов получил образование в Художественном училище им. А. Азимзаде. Затем окончил Азербайджанский государственный университет культуры и искусств. Уже более 40 лет работает художником. До этого периода занимался в основном станковой и книжной графикой. Его персональные выставки по сей день проходят в различных городах мира — Москве, Праге, Стамбуле, Токио и Баку.
Произведения Арифа Гусейнова хранятся в Национальном музее искусств Азербайджана, Государственном Музее Востока в Москве, Азербайджанской государственной художественной галерее, а также в частных коллекциях.

## Персональные выставки
- 1984 — «100 иллюстраций» Баку-Москва
- 2006 — Галерея Дайкокуя, Токио
- 2009 — Галерея Берлин-Баку, Берлин
- 2012 — «Азербайджанская сказка», Баку
- 2012 — М.А. Сабир «Хопхопнамэ», Музейный Центр, Баку

## Групповые выставки
- 1977 — «БАМ», Баку-Москва
- 1980 — «Выставка графики», Баку
- 1985 — «Палитра дружбы» Баку-Москва-Прага
- 1994 — «Физули-500», Бакинский Центр Искусства
- 2007 — «Чанкарт», Анкара
- 2009-2010 — Востока к Востоку», Баку
- 2012 — «Азербайджанская миниатюра. Традиции и современность», Баку
- 2013 — «Века и поколения», Баку

## Награды и звания
- 1992 — Заслуженный художник Азербайджана
- 1995 — Премия Хумай (за заслуги в области изобразительного искусства)
- 2006 — Народный художник Азербайджана
- 2008 — Почётная пенсия президента Азербайджанской Республики
- 2023 — Орден «Слава» (за заслуги в развитии азербайджанского изобразительного искусства)[1][2]